# Câu chuyện sông Đông
Câu chuyện sông Đông (tiếng Nga: Донская повесть) là một bộ phim khai thác đề tài cuộc Nội chiến Nga của đạo diễn Vladimir Fetin. Bộ phim được chuyển thể từ các truyện ngắn Hạt giống Shibalkovo và Đất trong tập Những câu chuyện sông Đông của Mikhail Sholokhov.

## Diễn viên
- Glikerya Bogdanov-Chesnokov... паромщица
- Aleksey Gribov... старый казак Кузьмич
- Yevgeny Leonov... Яков Шибалок
- Boris Novikov... Иван Чубуков
- Georgy Shtil... Zotov
- Lyudmila Chursina... казачка Дарья
- Aleksey Smirnov... кашевар
- Valentina Vladimirova... Frosya
- Sergey Lyakhnitsky